# Rabejacita
La rabejacita és un mineral de la classe dels sulfats. Rep el seu nom de la localitat de Rabejac, a França, on va ser descoberta.

## Característiques
La rabejacita és un sulfat de fórmula química Ca₂[(UO₂)₄O₄(SO₄)₂]·8H₂O. Cristal·litza en el sistema ortoròmbic. La seva duresa a l'escala de Mohs és 3. Els exemplars que van servir per a determinar l'espècie, el que es coneix com a material tipus, es troben conservats al Reial Institut Belga de Ciències Naturals, a Brussel·les, amb els números de referència RC4409 i RC4410.
Segons la classificació de Nickel-Strunz, la rabejacita pertany a «07.EC: Uranil sulfats amb cations de mida mitjana i grans» juntament amb els següents minerals: cobaltzippeïta, magnesiozippeïta, niquelzippeïta, natrozippeïta, zinczippeïta, zippeïta, marecottita, sejkoraïta-(Y) i pseudojohannita.

## Formació i jaciments
Va ser descoberta l'any 1993 a la localitat de Rabejac, a Lodeva, al departament francès de l'Erau, a Llenguadoc-Rosselló, Occitània. També ha estat descrita a la República Txeca, Austràlia, Itàlia, Suïssa i els Estats Units.